# Norrköping (1698)
Norrköping var ett svenskt linjeskepp byggt 1698 av J. Falk i Karlskrona. Hon var bestyckad med 52 kanoner och deltog i expeditionerna mot Danmark och Pernau 1790. Skeppet förliste 1708 utanför Dagö under befäl av Nils Ehrenskiöld.